# Country vánoce Jakuba Smolíka
Country vánoce Jakuba Smolíka je studiové album Jakuba Smolíka, které vyšlo v roce 1997.

## Seznam skladeb
1. "Posvátná chvíle" (h: Michal David / t: R. Bergman) -
2. "Silent Night" (h: Traditional / t: Traditional) -
3. "Bláznivej pan koleda" (h: Michal David / t:R.Bergman) -
4. "We Wish You A Merry Christmas" (h: Schulman, Jackson, Thompson / t: Schulman, Jackson, Thompson)
5. "Hvězda k zemi padá" (h: Fr. Kasl / t: Fr. Kasl) -
6. "Tobě" (h: Smolík / t: Smolík, Hrázská) -
7. "The First Noel" (h: Schulman, Jackson, Thompson / t: Schulman, Jackson, Thompson) -
8. "Až mě andělé" (h: Petr Spálený / t:Josef Fousek) -
9. "Tichá noc 1864 - " (h: F. X. Gruber, M. Dobrodinský / t: H. Sorrosová) -
10. "The Christmas Song" (h: Torme / t: Wels) -
11. "Ave Maria" (h: Jiří Zmožek / t: Marcel Zmožek) -